# Bandeira de Arapiraca
A Bandeira de Arapiraca é um dos símbolos oficiais de Arapiraca, município de Alagoas.
A bandeira e seu brasão foram desenhados por Izabel Torres de Oliveira, conhecida como "Dona Bezinha", figura histórica na cidade. Foi oficializada em 29 de agosto de 1964, através do projeto de Lei n.º 20/64, de autoria do vereador Higino Vital da Silva.

## Simbolismo
Criação da Bandeira de Arapiraca – Aos 29 de agosto de 1964 foi aprovado o Projeto de Lei n° 20/64, de autoria do Vereador HIGINO VITAL DA SILVA, que cria a Bandeira do Município de Arapiraca. (Leia a ata desta sessão na íntegra)
* Brasão de armas – Escudo Português antigo, em posição natural, partido em contrabanda; à destra, de prata com uma árvore de sinople (verde); a sinestra de sinople (verde) com uma coroa de ouro (amarelo). No alto do escudo, a coroa mural de prata, de cinco torres.
* Apoio – à destra, um ramo de fumo; a sinestra, um ramo de mandioca; ambos floreados e de sua cor entrelaçados, embaixo, sob um listel de prata(branco) filetado de goles (vermelhos) com a palavras ARAPIRACA, em letras de blau (azul). Bandeira – Bandeira terçada em pala, de verde, branco e amarelo: o verde junto da haste, o branco ao centro, o amarelo na extremidade solta. Ao centro da pala branca, o Brasão de Armas de Arapiraca, sem o mote.
* Significação: Arapiraca nasceu em 1924, com a chegada de Manoel André Correia dos Santos
A coroa mural – é o símbolo da cidade.
As Cinco torres – de prata porque não é capital do Estado.
A coroa de ouro – é o símbolo da Princesa do Agreste.
A árvore – significa na sua origem o encontro de Manoel André com uma árvore frondosa que se chama Arapiraca e que naquele tempo cobria um raio de cinqüenta metros quadrados.
O Listeu – Nele temos a cor vermelha, branca e azul do Estado de Alagoas, mostrando que Arapiraca é um município deste Estado.
Os Ramos de fumo e algodão – representam os principais produtos do município.
As cores da Bandeira representam:
- Verde - os campos fumageiros;
- Amarelo - a riqueza legada pelo fumo;
- Branco - a paz e o caráter do povo.